# Stjepan I., ugarski kralj
Stjepan I. Sveti (mađ. I. Szent István, lat. Sanctus Stephanus), rodnim imenom Vajk  (Ostrogon, o. 975. – Ostrogon, 15. kolovoza 1038.), posljednji ugarski veliki knez (997. – 1000.) i prvi ugarski kralj (1000. – 1038.) iz dinastije Arpadovića. Proglašen je kršćanskim svecem 1083. godine i Mađari ga slave kao svojeg sveca zaštitnika i osnivača mađarske države.

## Životopis
Sin ugarskog velikog kneza Gejze i Šarolte rodio se o. 975. i primio pogansko ime Vajk. Kršten je kao mladić. Nakon očeve smrti 997. godine preuzeo je titulu velikog kneza, no morao se izboriti za prijestolje u sukobu protiv bratića Koppánya, privrženika poganstva, koji je kao stariji član dinastije, polagao pravo na nasljedstvo. Međutim, Stjepan ga je uspio poraziti 998. godine u bitci kod Vesprima i dao pogubiti osudivši ga zbog poganstva.
Oko 1000. utemeljio nadbiskupiju u Ostrogonu te položio osnove crkvenoj organizaciji na području Ugarske. Stjepan I. je bio okrunjen za prvog ugarskog kralja na Božić 1000. godine, krunom koju mu je, prema predaji, poslao papa Silvestar II. (999. – 1003.). Prema tradiciji, Ugarska je tim događajem ušla u zajednicu europskih kršćanskih država.
Organizirao je državu prema njemačkom modelu. Uspio je srušiti naraslu moć plemstva, ustrojiti županije, osnažiti kraljevsku vlast i postati vlasnik prostranih posjeda u Ugarskoj. U njegovo vrijeme izgrađuje se feudalno društvo u državi. Uz pomoć kršćanskog svećenstva u njegovo doba završeno je i konačno pokrštavanje i prihvaćanje kršćanstva kod Mađara. Stjepan I. se opredijelio za zapadno kršćanstvo, pa je Katoličkoj Crkvi dodijelio ogromne posjede. Osnovao je prve nadbiskupije (Ostrogon i Kaloča) u Kraljevini Ugarskoj. U Ugarsku je pozvao i benediktince radi širenja kršćanske kulture i pobožnosti. Promicao je poljoprivredu i organizirao je stajaću vojsku. Papa mu je godine 1001. dodijelio titulu apostolskog kralja koju su nosili svi ugarski kraljevi. Zbog odanosti kršćanstvu i papi proglašen je svecem.
Postoji vjerojatnost da su za vrijeme Stjepana I. Arpadovići oduzeli dio hrvatskog teritorija i u tadašnjoj Slavoniji organizirali dukat ili banat. Uspješno je ratovao s njemačkim carem Konradom II. 1030. godine, pri čemu je prema nekim naznakama dobio i pomoć hrvatsko-dalmatinskog kralja Krešimira III. (1000.-o.1030.).

## Obitelj
Supruga mu je bila Gizela Bavarska, sestra njemačkog cara Henrika II. Svetog (1014. – 1024.) koju je oženio 995. godine s kojom je imao dvojicu sinova: Otona i Emerika, no obojica su umrla prije oca, pa ga je naslijedio nećak Petar Orseolo, član bogate mletačke obitelji Orseolo.

## Štovanje
Sveti Stjepan kralj jedan je od titulara zagrebačke prvostolnice, a u njenoj riznici čuva se njegov moćnik-poprsje. Drugi moćnik, s njegovom čeljusti, nalazi se u katedrali Uznesenja BDM u Dubrovniku. Pored katedrale u Zagrebu, Sv. Stjepanu kralju su crkve i kapele bile posvećene i u selu Siče u općini Nova Kapela, Slavonskom Brodu (do 1977.), Opatovcu itd.

## Poveznice
- Kruna svetog Stjepana

## Vanjske poveznice
- Stjepan I. Arpadović Hrvatska enciklopedija
- Stejpan I. Arpadović (Sveti Stjepan) Proleksis enciklopedija
- Stjepan I. Ugarski Britannica (engl.)

| Prethodnik:            | ugarski veliki knez i kralj (997. [1000.] - 1038.) | Nasljednik:                   |
| Gejza (o. 970. - 997.) | ugarski veliki knez i kralj (997. [1000.] - 1038.) | Petar Orseolo (1038. - 1041.) |